# Prix FIPRESCI du Festival de Toronto
Pour les articles homonymes, voir Prix FIPRESCI.
Le Prix FIPRESCI est une récompense cinématographique remise lors du Festival de Toronto par un jury constitué de critiques de cinéma internationaux par l'intermédiaire de la Fédération internationale de la presse cinématographique (FIPRESCI) pour soutenir le cinéma de genre, risqué, original et personnel.
Depuis 2008, le prix est décerné dans deux catégories : Special Presentations et Discovery.

## Palmarès

### Années 1990
- 1992 : Reservoir Dogs de Quentin Tarantino  États-Unis
- 1993 : Strapped de Forest Whitaker  États-Unis
- 1994 :
  - Les Silences du palais (Samt el qusur) de Moufida Tlatli  France  Tunisie
  - Verhängnis de Fred Kelemen  Allemagne
- 1995 :
  - Desolation Angels de Tim McCann  États-Unis
  - Eggs de Bent Hamer  Norvège
- 1996 : Life de Lawrence Johnston  Australie
  - Mention spéciale : En route vers Manhattan (The Daytrippers) de Greg Mottola  Canada  États-Unis
- 1997 : Under the Skin de Carine Adler  Royaume-Uni
- 1998 :
  - West Beyrouth de Ziad Doueiri  France  Norvège  Liban  Belgique
  - Praise de John Curran  Australie
- 1999 : Shower (Xizao) de Zhang Yang  Chine

### Années 2000
- 2000 : Bangkok Dangerous de Oxide Pang Chun et Danny Pang  Thaïlande
- 2001 : Inch'Allah dimanche de Yamina Benguigui  France  Algérie
  - Mention spéciale : Mein Stern de Valeska Grisebach  Allemagne  Autriche
  - Mention spéciale : Khaled de Asghar Massombagi  Canada
- 2002 : Les Chemins de l'oued de Gaël Morel  France  Algérie
  - Mention spéciale : Open Hearts (Elsker dig for evigt) de Susanne Bier  Danemark
- 2003 : Noviembre de Achero Mañas  Espagne
- 2004 : In My Father's Den de Brad McGann  Nouvelle-Zélande  Royaume-Uni
- 2005 : Sa-kwa de Yi-kwan Kang  Corée du Sud
- 2006 : Death of a President de Gabriel Range  Royaume-Uni
- 2007 : La Zona, propriété privée (La zona) de Rodrigo Plá  Espagne  Mexique
- 2008 : 
  - Special Presentations : Disgrâce (Disgrace) de Steve Jacobs  Afrique du Sud  Australie
  - Discovery : Lymelife de Derick Martini  États-Unis
- 2009 :
  - Special Presentations : Hadewijch de Bruno Dumont  France
  - Discovery : Paltadacho munis de Laxmikant Shetgaonkar  Inde

### Années 2010
- 2010 :
  - Special Presentations : L'Amour fou de Pierre Thoretton  France
  - Discovery : Beautiful Boy de Shawn Ku  États-Unis
- 2011 :
  - Special Presentations : Le Premier Homme de Gianni Amelio  France  Italie  Algérie
  - Discovery : Avalon de Axel Petersén  Suède
- 2012 :
  - Special Presentations : Dans la maison de François Ozon  France
  - Discovery : Call Girl de Mikael Marcimain  Suède  Norvège  Finlande  Irlande
- 2013 :
  - Special Presentations : Ida de Paweł Pawlikowski  Pologne
  - Discovery : The Amazing Catfish (Los insólitos peces gato) de Claudia Sainte-Luce  Mexique
- 2014 :
  - Special Presentations : Time Out of Mind de Oren Moverman  États-Unis
  - Discovery : Qu'Allah bénisse la France de Abd Al Malik  France
- 2015 :
  - Special Presentations : Desierto de Jonás Cuarón  Mexique
  - Discovery : Eva Nová de Marko Skop

### Années 2020
- 2020 : Au commencement de Dea Kulumbegashvili  France  Géorgie